# Coelothorax oberthuri
Coelothorax oberthuri är en skalbaggsart som beskrevs av César Marie Félix Ancey 1880. Coelothorax oberthuri ingår i släktet Coelothorax och familjen Melolonthidae. Inga underarter finns listade i Catalogue of Life.